# Arab Hasan Saghir
Arab Hasan Saghir (arab. عرب حسن صغير) – wieś w Syrii, w muhafazie Aleppo, w dystrykcie Dżarabulus. W 2004 roku liczyła 914 mieszkańców.